# Bürgermeisterwahl in Istanbul 2024
Am 31. März 2024 wurden die Kommunalwahlen in der Türkei abgehalten. In Istanbul wurden der Oberbürgermeister sowie auch die 39 Bürgermeister der Stadtteile gewählt.
Der seit 2019 in Opposition zur türkischen Regierung Erdoğan regierende Bürgermeister von Istanbul Ekrem İmamoğlu wurde mit 51,1 Prozent wiedergewählt. Sein von Präsident Recep Tayyip Erdoğan unterstützter Hauptrivale Murat Kurum und ehemaliger Minister erhielt 39,6 Prozent der Stimmen.

## Parteien und Kandidaten

### Für das Amt des Oberbürgermeisters in Istanbul
| Kandidaten                           | Kandidaten             | Parteien                               | Stimmen    | %    |
| ------------------------------------ | ---------------------- | -------------------------------------- | ---------- | ---- |
|                                      | Ekrem İmamoğlugewählt  | Cumhuriyet Halk Partisi                | 4.438.727  | 51,2 |
|                                      | Murat Kurum            | Adalet ve Kalkınma Partisi             | 3.431.871  | 39,6 |
|                                      | Mehmet Altınöz         | Yeniden Refah Partisi                  | 226.731    | 2,6  |
|                                      | Azmi Karamahmutoğlu    | Zafer Partisi                          | 183.901    | 2,1  |
|                                      | Meral Danış Beştaş     | Halkların Eşitlik ve Demokrasi Partisi | 183.827    | 2,1  |
|                                      | Buğra Kavuncu          | İyi Parti                              | 54.241     | 0,6  |
|                                      | Birol Aydın            | Saadet Partisi                         | 48.897     | 0,6  |
|                                      | Emre Berk Hacıgüzeller | Memleket Partisi                       | 14.860     | 0,2  |
|                                      | İdris Şahin            | Demokrasi ve Atılım Partisi            | 11.417     | 0,1  |
|                                      | Burhanettin Aktürk     | Yeni Türkiye Partisi                   | 10.407     | 0,1  |
|                                      | Sonstige               | –                                      | 62.815     | 0,7  |
| Gesamt                               | Gesamt                 | Gesamt                                 | 8.667.694  | 100  |
|                                      |                        |                                        |            |      |
| Ungültige Stimmen                    | Ungültige Stimmen      | Ungültige Stimmen                      | 302.683    | 3,4  |
| Wähler                               | Wähler                 | Wähler                                 | 8.970.377  | 79,3 |
| Wahlberechtigte                      | Wahlberechtigte        | Wahlberechtigte                        | 11.314.534 |      |
|                                      |                        |                                        |            |      |
| Quelle: Hoher Wahlausschuss (Türkei) |                        |                                        |            |      |